# مصطفى زميرلي
مصطفى زميرلي ( 1 نوفمبر 1939 مدينة الجزائر - 28 ديسمبر 2022 مدينة الجزائر) ملحن و مغني جزائري. اشتهر محليا وعربيا بتلحين وأداء لأغنية «تفضلي يا آنسة» التي ألفها سليمان جوادي.
توفي زميرلي عن عمر 83 سنة بالمركز الاستشفائي الجامعي محمد الأمين دباغين (مستشفى مايو) بباب الوادي بالجزائر العاصمة، إثر وعكة صحية ألزمته الفراش لمدة بمنزله ببوسعادة.

## المشوار الفني
التحق سنة 1963 بمعهد الفنون بالجزائر العاصمة، حيث تكون على الغناء و التلحين و الإلقاء. وشارك في أعمال فنية عديدة مثل أوبيرا «أغنية حب» وأوبيرا «بلاد الشمس» وإنتاج سينمائي مشترك من إخراج ايدوارد مولينارو سنة 1971.
تميز بتأديته لأغاني الشعبي والأغاني العصرية، ومن أشهر ما غنى
«بحر العشاق» و « تفضلي يا آنسة» و«نادي عليك يا ما» و«لن ينال القيد مني لا .. ولا الجرح الجديد»، وكذلك رائعة «يا سايق لجمال».
في أوائل ثمانينيات القرن الماضي انسحب زميرلي من الساحة الفنية ليتفرغ للفلاحة والمديح والتلحين في مدينة بوسعادة.